# 瓜納哈伊

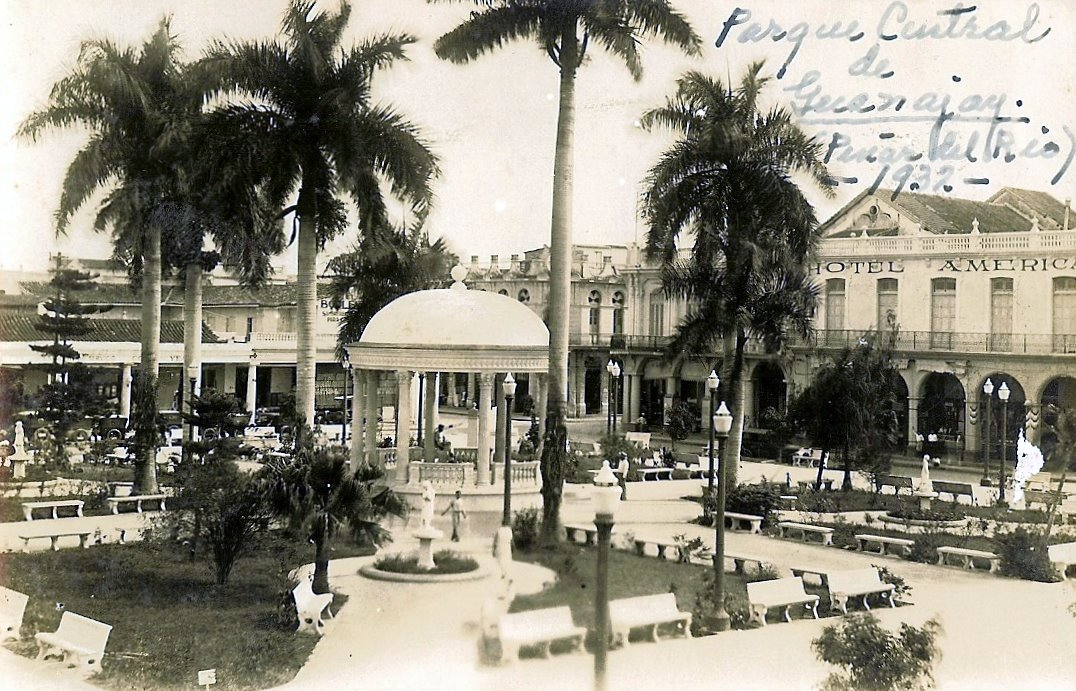

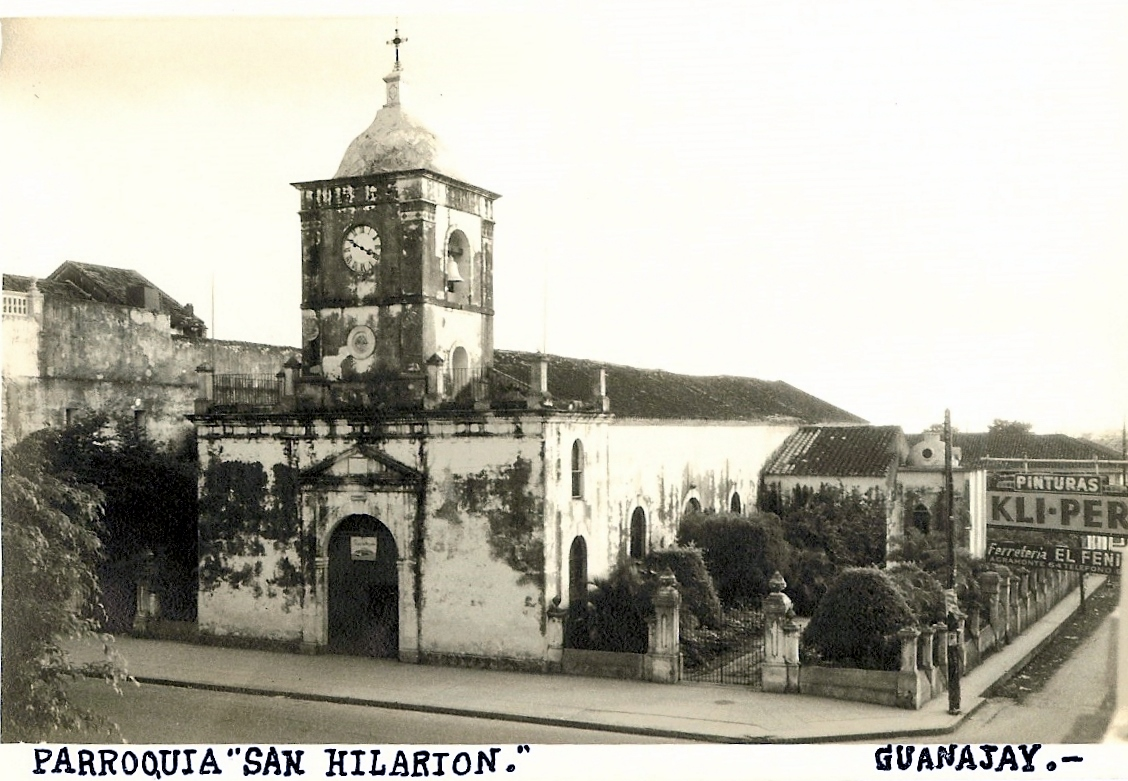

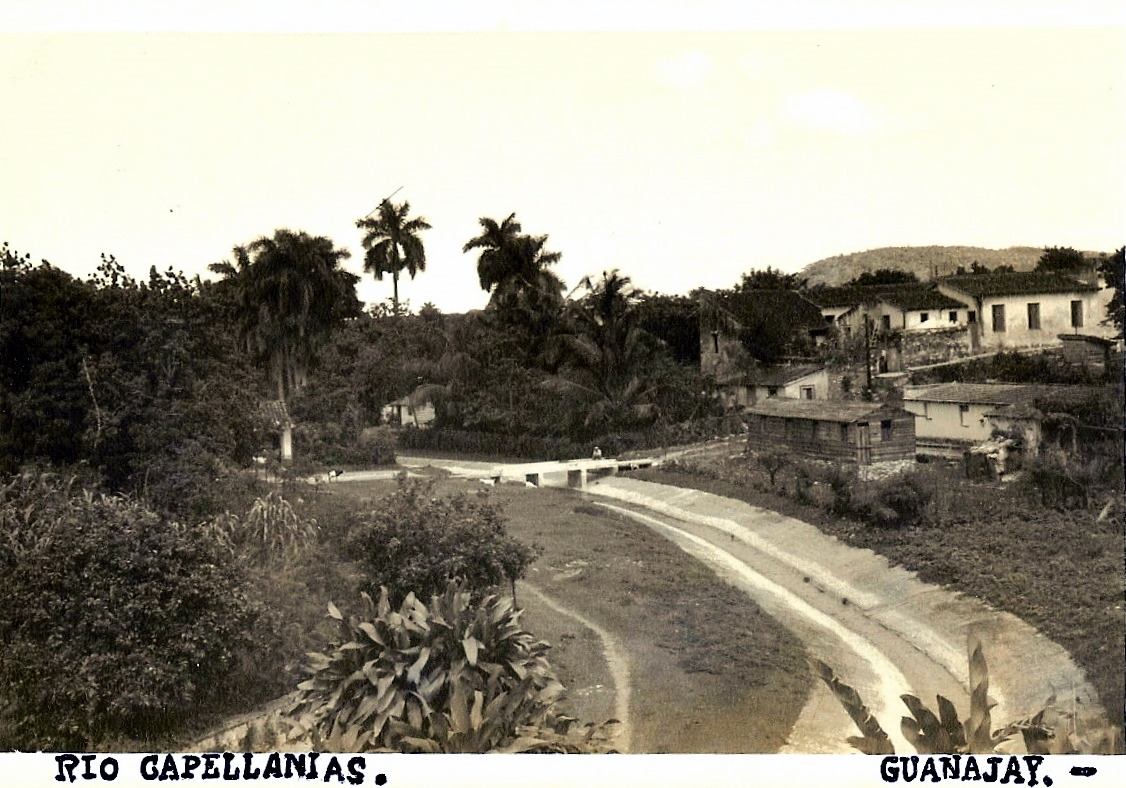

瓜納哈伊（西班牙語：Guanajay）是古巴的城鎮，位於該國西部，距離首都哈瓦那58公里，属阿爾特米薩省，始建於1781年，面積113平方公里，海拔高度110米，2004年人口28,429，人口密度為每平方公里251.6人。